# 沙滩后街
39°55′32″N 116°24′06″E / 39.92542950000001°N 116.4017689°E
沙滩后街是位于中国北京市东城区西部的一条大街。

## 简介
沙滩后街东起沙滩北街，西到景山东街。清朝时称“马神庙街”，因街内有马神庙而得名。马神庙位于今景山东街45号，坐北朝南，为明朝御马监马神祠。《日下旧闻考》载，马神庙原在马神庙街稍北，后来于乾隆二十年（1755年）移建。晚清时期，为乾隆帝第四女和硕和嘉公主的赐地。中华民国时，该街称“景山东街”。 1965年整顿地名时，将东老胡同并入，改名为“沙滩后街”。沙滩后街旁，有京师大学堂建筑遗存。